# Prêmio George Ellery Hale
O Prêmio George Ellery Hale (em inglês:  George Ellery Hale Prize), ou Prêmio Hale (em inglês:  Hale Prize), é concedido anualmente pela Solar Physics Division da American Astronomical Society por contribuições notáveis durante um longo período de tempo ao campo da astronomia solar. O prêmio é nomeado em memória de George Ellery Hale.

## Recipientes
Os agraciados com o Prêmio Hale são:
- 1978 Eugene Parker[2][3]
- 1980 John Paul Wild[4]
- 1982 John Wainwright Evans[5]
- 1984 Leo Goldberg
- 1986 Peter Andrew Sturrock
- 1988 Cornelis de Jager
- 1990 Richard Tousey[6]
- 1992 Horace Welcome Babcock[7]
- 1994 Douglas Gough
- 1996 Raymond Davis Jr.
- 1998 Richard B. Dunn[8]
- 1999 John W. Harvey[9]
- 2000 Loren Acton
- 2001 Alan M. Title
- 2002 Eric Priest
- 2003 Robert F. Howard
- 2004 Robert Lin
- 2005 Spiro Antiochos
- 2006 Peter A. Gilman
- 2007 Mukul R. Kundu
- 2008 Hugh S. Hudson
- 2009 Neil R. Sheeley Jr.[10]
- 2010 Marcia Neugebauer
- 2011 Henk Spruit[11]
- 2012 Don Reames
- 2013 Richard Canfield
- 2014 Thomas Duvall, Jr.
- 2015 George Doschek
- 2016 Terry G. Forbes[12]
- 2017 Manfred Schüssler[13]
- 2018 Sarbani Basu[14]
- 2019 Phil Scherrer
- 2020 Kazunari Shibata
- 2021 Russell Howard[15]
- 2022 Sami Solanki[16]